# Miss Belgique 2024
Miss Belgique 2024, 91e élection de Miss Belgique, se déroule le 24 février 2024 au Théâtre Proximus de La Panne.
Le concours est présenté par Virginie Claes, Miss Belgique 2006 et Gaëtan Bartosz animateur de Radio Contact. Il a été diffusé sur Sudinfo en Wallonie et sur Eclips TV en Flandre.
La gagnante, Kenza Ameloot, succède à Emilie Vansteenkiste, Miss Belgique 2023.

## Classement final
| Titre              | Candidates                        |
| ------------------ | --------------------------------- |
| Miss Belgique 2024 | Kenza Ameloot - Flandre-Orientale |
| 1re dauphine       | Estelle Toulemonde - Wallonie     |
| 2e dauphine        | Julie Mortier - Flandre-Orientale |

## Observations
- La gagnante, Kenza Johanna Ameloot, originaire de Mont-Saint-Amand, a des racines Rwandaises par sa mère, est bilingue et est étudiante en business international[1],[2].
- Marie Cordonnier Karam, 20 ans, de Bruxelles, trébucha et chuta à cause de ses hauts talons durant le final de la cérémonie[3],[4].
- Fayza Manzo, 1ère Dauphine de Miss Namur, est née au Niger et y a vécu jusqu'à l'âge de trois ans[5].
- Dafina Shahini, Miss Namur, à des origines Kosovarde et Albanaise[6].
- Jennifer Tabotasa, Dauphine de Miss Bruxelles, est d'origine Camerounaise[7].